# Asinara
Asinara (en sardo, S'Asinàra) es una isla italiana de 51 km² que se encuentra en el golfo homónimo, frente al extremo noroeste de Cerdeña. Como extensión de la isla grande, Asinara es la segunda en tamaño, después de Sant'Antioco. Tiene una longitud de 17,4 km y una anchura que va desde los 290 metros en Cala di Sgombro a 6,4 km en la parte norte, así como 110 km de longitud de costa. El punto más alto, con 408 m es Punta della Scomunica. El territorio es propiedad estatal y se encuentra protegido bajo el nombre de Parque nacional de Asinara.
La isla está formada por cuatro secciones montañosas unidas por un estrecho cinturón litoral. La costa occidental, barrida por el viento, es rocosa y muy inclinada, cayendo a pico hasta el fondo marino. La costa oriental da al golfo de Asinara, tiene partes llanas con una altura de 50 m como máximo. Sólo hay tres playas de arena en toda la isla, las tres en la costa oriental.
La isla está virtualmente deshabitada. El censo de población de 2001 indicaba sólo una persona. La isla es abrupta, con una costa rocosa e inclinada. La isla es recortada, tal como se ve desde Cabo Falcone. Desde un punto de vista geológico, Asinara forma parte de Nurra, en el noreste de Cerdeña, hecha por más de un 80% de roca metamórfica. La roca caracteriza el paisaje de la isla junto con la vegetación boscosa. Entre las rocas metamórficas, de gran interés son unas raras anfibolitas de color negro, con una antigüedad de 950 millones de año, las rocas más antiguas de Italia.
Debido a que escasea el agua dulce, los árboles son raros y predomina vegetación arbustiva de maquis, con la excepción de un área boscosa en la parte septentrional de la isla. En otras partes de la isla sólo sobreviven árboles pequeños, en su mayoría enebros. 
Se ha declarado parque nacional: Parco nazionale dell'Asinara desde el año 2002. Es una reserva natural y reserva marina. Es el hogar de una población de asnos albinos salvajes, Equus asinus var. albina; se cree que la isla toma su nombre de ellos.